# Jaime Guzmán
Jaime Guzmán Errázuriz (Santiago del Cile, 28 giugno 1946 – Santiago del Cile, 1º aprile 1991) è stato un politico e giurista cileno.
Negli anni sessanta si oppose alla riforma delle università e organizzò il movimento gremialista. Fu uno strenuo oppositore del governo democratico di Salvador Allende, e dopo il colpo di Stato del 1973 divenne un consigliere influente del generale Augusto Pinochet e della sua giunta militare negli anni della dittatura. Ebbe un ruolo importante nella stesura della costituzione cilena del 1980. Fu per breve tempo senatore durante la transizione alla democrazia, prima di essere assassinato nel 1991 da un'organizzazione comunista, il Fronte Patriottico Manuel Rodríguez.

## Biografia
Guzmán, studente universitario della Pontificia università cattolica del Cile, nel 1967, si impegnò nella resistenza all'occupazione dell'università da parte della sinistra e dei riformisti.

### Ilgremialismo
Non riuscì nel suo intento, ma diede vita nel 1968 ad un movimento filo-corporativista, definito movimento gremialista universitario, che conquistò la maggioranza dei voti all'università cilena. Il suo fu un movimento di massa della borghesia, oppositore dal 1970 del governo di sinistra, democraticamente eletto, di Salvador Allende.

### Durante la dittatura
Sostenne quindi, dopo il golpe del settembre 1973, il successivo regime militare di Pinochet. Nel 1975 fondò il Frente Juvenil de Unidad Nacional.
Si allontanò poi progressivamente dalle posizioni filo-corporativiste per aderire a posizioni filo-liberiste, supportato dai Chicago boys.
Professore di diritto costituzionale all'Università cattolica del Cile, ebbe una notevole parte nella definizione della Costituzione cilena del 1980, con il sistema della "democrazia protetta".
Nel 1983, Guzmán fondò il movimento Unione Democratica Indipendente, liberista, in campo morale vicino a posizioni cristiano-conservatrici, e di cui fu presidente fino al 1987.

### Il ritorno alla democrazia
Nel 1987, insieme al Movimento di unione nazionale, al Fronte nazionale del lavoro e ad alcuni esponenti del Partito Nazionale, diede vita al Rinnovamento Nazionale. L'UDI, però, mantenne una sua autonomia organizzativa, che si manifestò appieno nel 1988, quando nel referendum su Pinochet, l'UDI rimase, a differenza dell'ala liberale di RN, a fianco del generale.
Alle prime elezioni democratiche del 1989, con l'UDI si presentò autonomamente e il suo movimento ottenne il 9,8% alla Camera ed il 5,1% al Senato, e lo stesso Guzman fu eletto al Senato, entrando in carica l'11 marzo 1990.

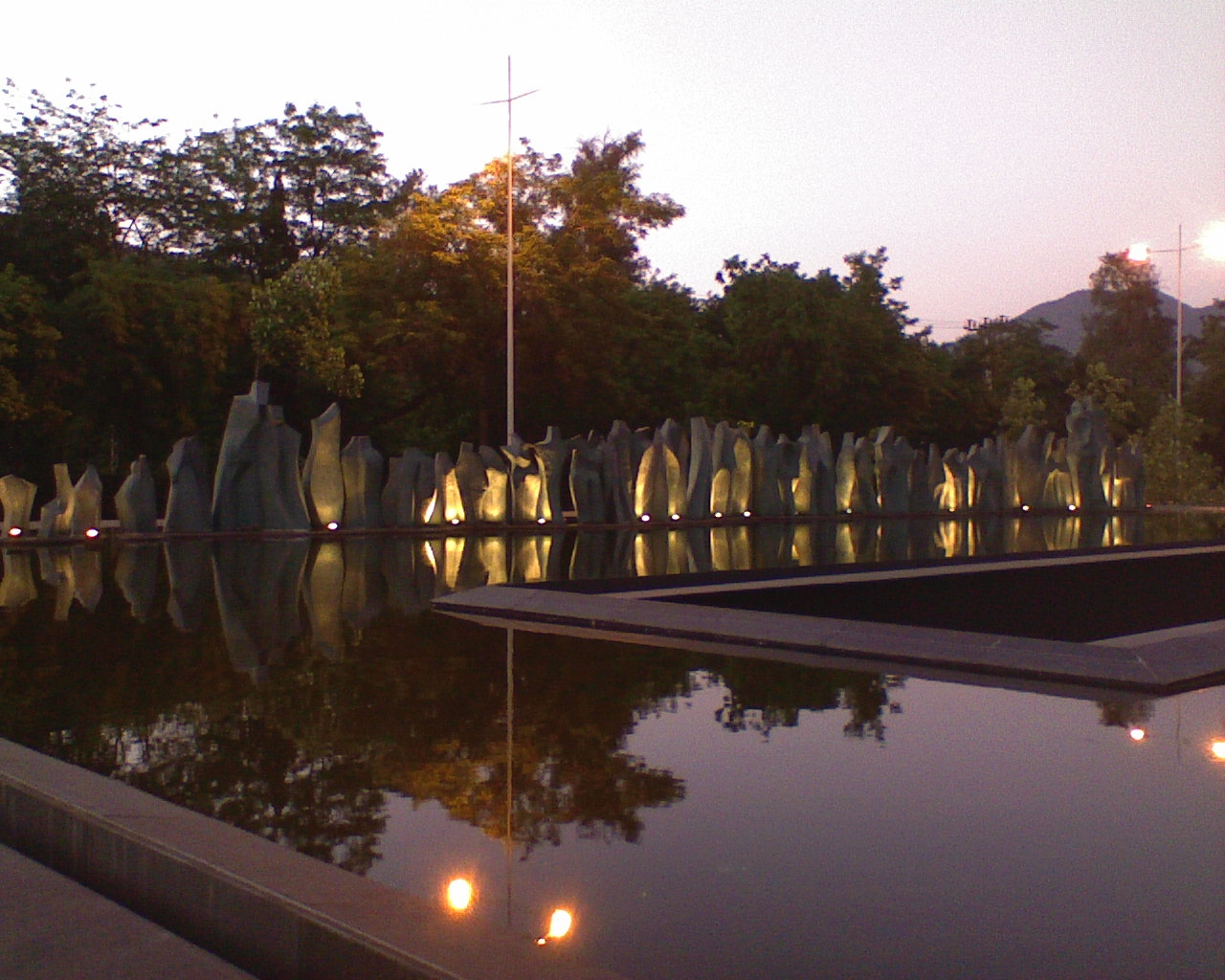
Memoriale di Jaime Guzmán a Santiago del Cile

### L'assassinio
Ma nel 1991, a 44 anni Guzmán venne assassinato da due guerriglieri, davanti all'università dove insegnava diritto costituzionale, e il delitto fu rivendicato dal Fronte Patriottico Manuel Rodríguez, un'organizzazione paramilitare comunista. Arrestati, evasero 5 anni dopo.
Il 9 novembre del 2008 è stato inaugurato un memoriale in onore di Jaime Guzmán a Santiago del Cile
.